# بورصة ملاوي
بورصة ملاوي هي سوق للأوراق المالية في ملاوي.

## نظرة عامة
تم افتتاح بورصة ملاوي في مارس 1995 وفتحت أعمالها لأول مرة في 11 نوفمبر 1996 ، برعاية بنك الاحتياطي في مالاوي ، حيث قام 2300 مواطن مالاوي بشراء أسهم في أول شركة مدرجة - أكبر شركة تأمين في ملاوي شركة التأمين الوطنية.
مؤسسة التمويل الدولية ، إحدى الشركات التابعة للبنك الدولي ، ومجتمع تمويل البلدان النامية ، وهو بنك تنمية هولندي يرتبط بعلاقات وثيقة مع وزارة التنمية الهولندية ، 40٪ من 500،000 دولار المطلوبة لإنشاء سوق الأوراق المالية في بلانتير ، والأوروبي الاتحاد برعاية الندوات وحملات الدعاية. تعمل البورصة وفقًا لقانون تطوير أسواق رأس المال لعام 1990 ولوائح تطوير سوق رأس المال لعام 1992. لديها لجنة إشرافية تضم ممثلين عن البنك المركزي والحكومة والقطاع الخاص. وهي عضو في الرابطة الأفريقية لتبادل الأسهم .

## روابط خارجية
- Website of Malawi Stock Exchange